# L'Âme sentinelle
L'Âme sentinelle ("L'anima sentinella"), nota in olandese come De wakende ziel, è una scultura in bronzo creata dall’artista contemporaneo belga Nat Neujean. Venne realizzata tra il 1982 e il 1984 e si trova davanti alla torre delle Finanze di Bruxelles, che sorge al numero 50 del boulevard du Jardin Botanique.

## Descrizione
Il titolo dell'opera è tratto da un verso della poesia L'eternità, scritta dal poeta francese Arthur Rimbaud: "Anima sentinella / Mormoriamo la confessione / Della notte così nulla / E del giorno di fuoco" (Âme sentinelle, Murmurons l’aveu, De la nuit si nulle, Et du jour en feu).
La scultura, alta quattro metri circa, rappresenta una coppia formata da due ragazze nude in piedi che si abbracciano: una ha i capelli lunghi, mentre l'altra ha i capelli corti e ha un aspetto più "maschile". La ragazza dai capelli corti afferra il polso del braccio sinistro dell'altra fanciulla, che si trova dietro la sua schiena, ed entrambe poggiano la mano destra l'una sulla spalla dell'altra. La ragazza dai capelli corti si trova su una piccola base composta da due gradini e mette un piede su uno di questi, mentre la sua compagna cerca di salire, avendo già messo il proprio piede sinistro sul secondo gradino. La scena raffigura un momento molto intimo tra i due personaggi, eppure le due giovani sembrano voler evitare di incrociare i propri sguardi.